# ФК «Ротор» в сезоне 2020/2021
Сезон 2020/2021 — 1-й сезон футбольного клуба «Ротор» после возвращения в Премьер-лигу, а также 31-й сезон клуба в чемпионатах России. «Ротор» в сезоне 2020/2021 вернулся в высший дивизион России спустя 16 лет. Для выступления в РПЛ команда провела масштабную трансферную кампанию, в результате чего команда укрепилась целым рядом игроков, в том числе и весьма известными футболистами. Так из «Анортосиса» (Ларнака) в «Ротор» перешел атакующий полузащитник Жано Ананидзе, известный по выступлениям за московский «Спартак», а из «Оренбурга» — вратарь Александр Довбня (оба на правах свободного агента); были арендованы клубом: защитник ЦСКА Седрик Гогуа и полузащитник «Краснодара» Илья Жигулев.
Свой официальный стартовый матч сезона «Ротор» провел у себя дома против действующего чемпиона страны «Зенита» из Санкт-Петербурга и уступил со счетом 0:2. Первое очко клуб набрал сыграв вничью во встрече второго тура с «Динамо» 0:0. Первый гол «Ротора» после возвращения в элитный дивизион в домашней игре третьего тура с грозненским «Ахматом», завершившейся со счетом 1:3, забил полузащитник клуба Сергей Серченков.